# Delta Connection

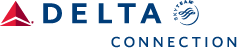
Logo de Delta Connection

Delta Connection es una aerolínea regional para las distancias cortas de la línea principal de transporte de Estados Unidos Delta Air Lines, en las que una parte es de propiedad de aerolíneas regionales y otra parte de una empresa regional de telecomunicaciones. Operan rutas de corta y media distancia. Las compañías principales utilizan a menudo líneas aéreas regionales para operar servicios con el fin de aumentar la frecuencia, sirven rutas que no sostendría un avión más grande, o por otras razones de competencia. Delta Connection es actualmente la única aerolínea regional en los Estados Unidos en utilizar una flota de reactores exclusivamente después de retirar sus turbohélice de servicio.

## Historia
Delta Connection comenzó en 1984 como una forma de ampliar la red de Delta a mercados más pequeños a través de alianzas con aerolíneas regionales.
Atlantic Southeast Airlines (ASA) inició sus operaciones de Delta Connection 1 de marzo de 1984, en el HUB de Atlanta, con una presencia importante más adelante en el Aeropuerto Internacional de Dallas-Fort Worth. ASA era una subsidiaria de propiedad absoluta de Delta Air Lines bajo el Delta Connection, sociedad de cartera del 11 de mayo de 1999 al 7 de septiembre de 2005, cuando fue comprado por SkyWest Inc., la compañía matriz de SkyWest Airlines.
Ransome Airlines tuvo vuelos operados por Delta Connection del 1 de marzo de 1984 al 1 de junio de 1986, cuando fue adquirida por Pan Am.
Comair comenzó la red Delta Connection, el 1 de septiembre de 1984. En enero de 2000, Comair se convirtió en una subsidiaria de propiedad absoluta de Delta Air Lines bajo el Delta Connection Inc., sociedad de cartera.
Rio Airways  tuvo vuelos operados por Delta Connection desde el centro de Dallas-Fort Worth del 1 de junio de 1984, al 14 de diciembre de 1986, cuando la compañía se declaró en bancarrota.
Business Express tuvo vuelos operados por Delta Connection en el noreste de EE. UU. y Canadá desde el 1 de junio de 1986 hasta el 15 de marzo de 2000. La compañía fue comprada por AMR Corporation en 1999 e integrado en el American Eagle Airways en 2000.
Trans States Airlines tuvo vuelos operados por Delta Connection desde marzo de 1998 al 31 de marzo de 2000, principalmente entre Boston y Nueva York, las ciudades de enfoque.
El 2 de noviembre de 2004, Atlantic Coast Airlines terminó Servicio como transportista de Delta Connection. Atlantic Coast Airlines reinventado a sí misma como una compañía de tarifas bajas llamado Independence Air con sede en el Aeropuerto Washington Dulles. Independence Air y su compañía matriz Flyi no fue un gran éxito. A pesar de su popularidad con los pasajeros, que era muy poco rentable. Flyi se declaró en el Capítulo 11 de protección de bancarrota y poco después cerró oficialmente el 5 de enero de 2006.

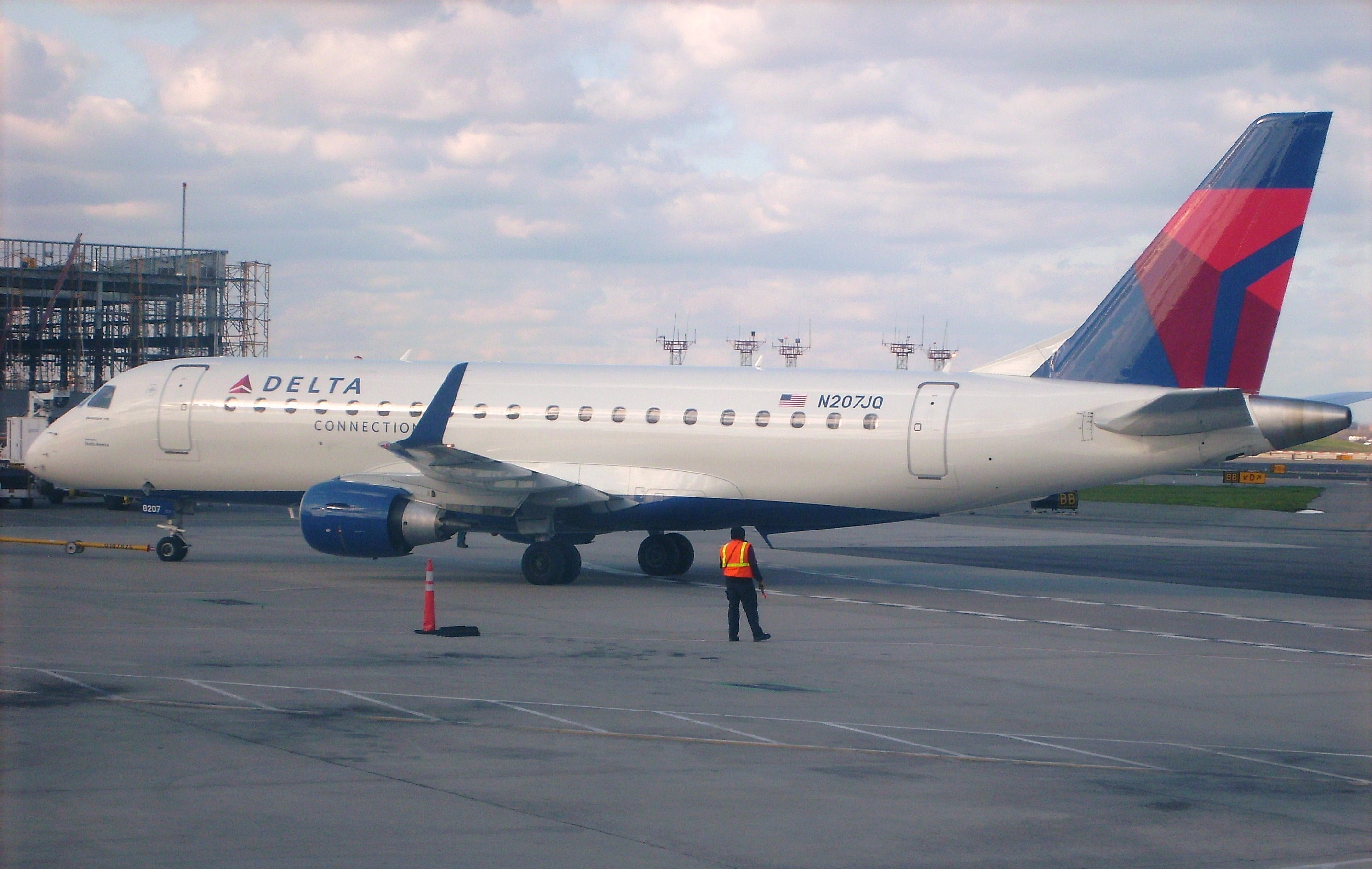
Un Embraer 175 de Delta Connection operado por Shuttle America

El 22 de diciembre de 2004, Delta Air Lines anunció que ordenaría Republic Airways y operar 16 Embraer 170 aviones bajo la bandera de Delta Connection. Desde entonces, se ha anunciado que Republic Airways, Shuttle America, operarían los vuelos como filiales. El primer vuelo tuvo lugar el 1 de septiembre de 2005.
El 4 de mayo de 2005, Delta Air Lines anunció que Mesa Air Group y Freedom Airlines operará hasta el 30 Bombardier CRJ-200 aviones bajo el principio de la bandera de Delta Connection en octubre de 2005. Poco después del anuncio, la decisión fue tomada por la libertad para operar en el Embraer ERJ 145 para la conexión de delta en lugar de la CRJ. Después de una batalla legal con la Mesa Air Group, Delta Airlines y Libertad terminado su contrato el 1 de septiembre de 2010.

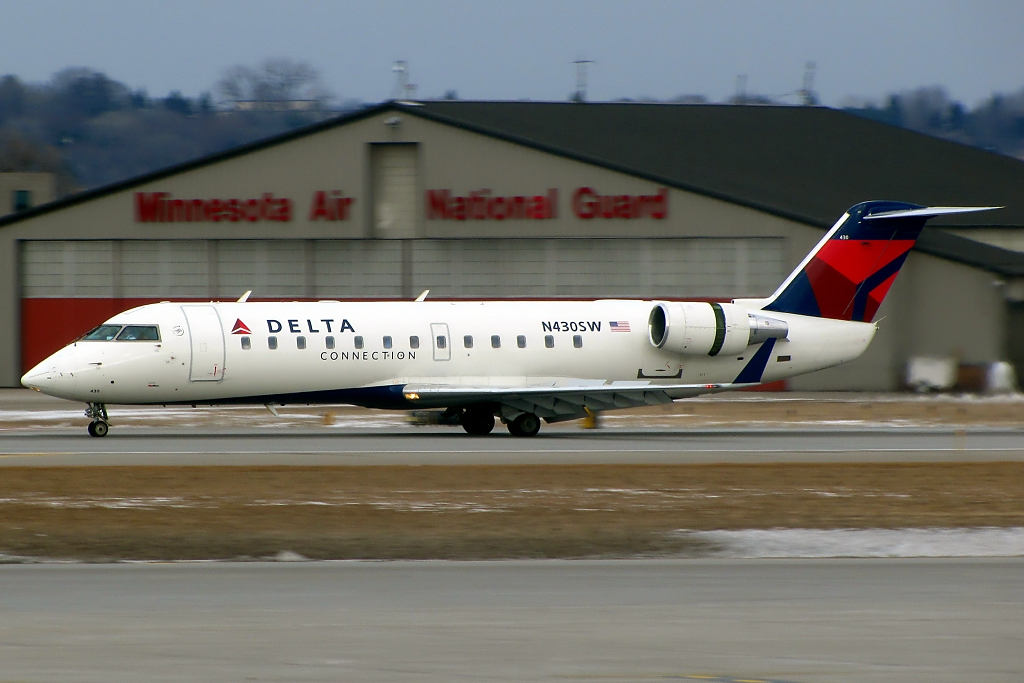
Un Bombardier CRJ-200 de Delta Connection operado por SkyWest Airlines

El 21 de diciembre de 2006, se anunció que Aerolíneas Big Sky se convertiría en un portador Delta Connection, con ocho Beechcraft 1900 turbohélices de Boston Logan International Airport.
El 1 de marzo de 2007, se anunció que ExpressJet operaría 10 Embraer ERJ 145XR aeronave bajo el principio de la bandera de Delta Connection en junio de 2007, en vuelos desde el Aeropuerto Internacional de Los Ángeles. Más tarde se anunció que ExpressJet operaría un adicional de ocho aviones como Delta Connection. El 3 de julio de 2008, Delta y ExpressJet anunciaron que habían puesto fin a su acuerdo y que las operaciones de ExpressJet como Delta Connection terminaría el 1 de septiembre de 2008.

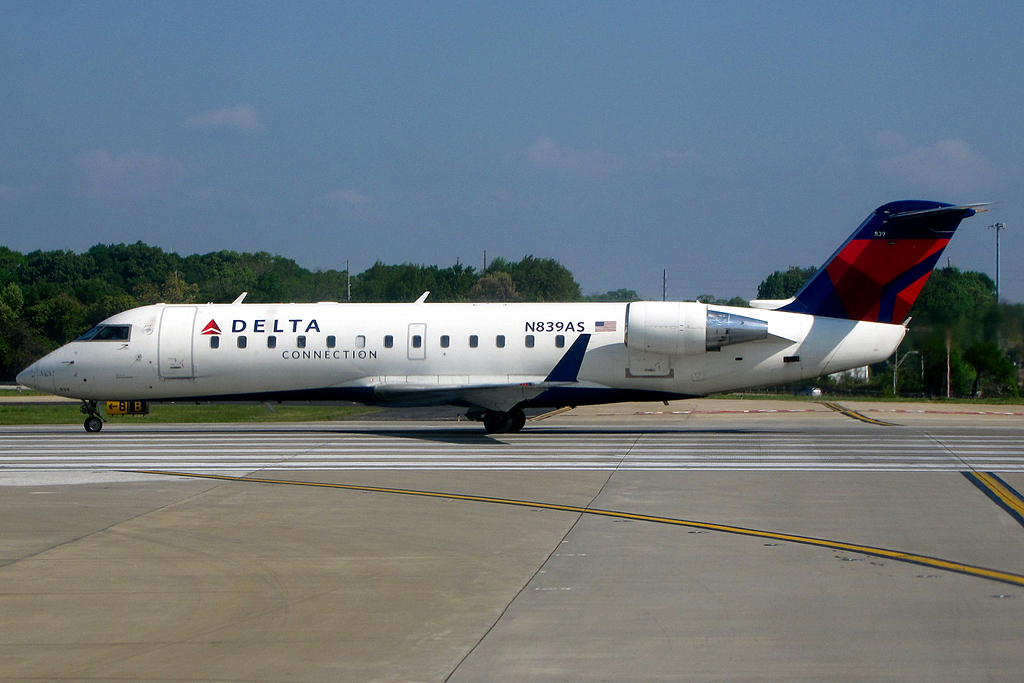
Un Bombardier CRJ-200 de Delta Connection, operado por ExpressJet

El 30 de abril de 2007, se anunció que Pinnacle Airlines operará 16 Bombardier CRJ-900 bajo la bandera de Delta Connection a partir de diciembre de 2007.
La fusión de Delta Air Lines y Northwest Airlines hizo que este último las operaciones regionales similares, conocidos como Northwest Airlink, que se fusionó con Delta Connection. El nuevo Delta Connection incluiría la combinación de aerolíneas regionales portadoras tanto del Delta original y las compañías existentes de Northwest. El 8 de noviembre de 2008, Delta y Mesaba Airlines, una ex subsidiaria de propiedad total regional de Northwest Airlines que operaba como Northwest Airlink, anunció que los siete aviones CRJ-900 haya sido explotado por la libertad, así como ocho nuevos aviones de orden sería operado por Delta Connection a partir del 12 de febrero de 2009.
Citando a la reducción de costos, Delta Air Lines vendió ex filial regional de Northwest, Mesaba Airlines el 1 de julio de 2010 a Pinnacle Airlines Corp. por $ 62.000.000 USD. Su sede se trasladó a Pinnacle en Memphis el 26 de diciembre de 2011. Mesaba fusionó es operaciones en Pinnacle 4 de enero de 2012. El mismo día, Trans States Inversiones adquirió Compass Airlines por $ 20,500,000 USD. Ha mantenido ambas operaciones regionales con las líneas aéreas a partir del 1 de enero de 2012.
Delta anunció que se sumará a bordo WiFi a 223 aviones comienzo Delta Connection en 2011.
Regional portador GoJet Airlines, también propiedad de Trans States Holdings, comenzará a operar desde Detroit Metropolitan Wayne County Airport a ciudades del Medio Oeste con 15 principios CRJ-700 aviones el 11 de enero de 2012.
A raíz de la fusión de Atlantic Southeast Airlines (ASA) y ExpressJet, los vuelos de Delta Connection operará bajo el nombre de este último y dejará de operar como ASA. Todas las rutas seguirán siendo los mismos, pero los vuelos operarán como principio ExpressJet en 2012.
El 25 de julio de 2012 Delta anunció su subsidiaria de propiedad total de Comair cesarían todas las operaciones el 28 de septiembre de 2012.

## Academia
Delta Connection Academy es una escuela de vuelo de una aerolínea, anteriormente propiedad de Delta Airlines, Inc. hasta su venta en 2009. La academia se encuentra en Sanford, Florida, en los terrenos del Aeropuerto Internacional Orlando Sanford. La escuela presta servicios a todos los operadores de Delta Connection mencionados anteriormente, y se sabe que entrena a pilotos para más de 30 aerolíneas en el mundo. Actualmente, la escuela emite más certificados FAA que cualquier otra escuela de la Parte 141 en el país.